# Soultaker (film)
Soultaker is een Amerikaanse horrorfilm uit 1990, onder regie van Michael Rissi. Joe Estevez speelt de rol van titelpersonage Soultaker, een geestverschijning die zielen van overledenen verzamelt.

## Verhaal
Vier tieners komen om bij een auto-ongeluk. Na hun dood worden hun geesten opgehaald door een zielenverzamelaar. Twee van de tieners weigeren echter mee te gaan, en proberen aan de verzamelaar te ontkomen. Ze proberen hun zielen te herenigen met hun lichamen voor het te laat is.

## Rolverdeling
| Acteur                | Personage                     |
| --------------------- | ----------------------------- |
| Joe Estevez           | The Man aka Soultaker         |
| Vivian Schilling      | Natalie McMillan              |
| Gregg Thomsen         | Zach Taylor                   |
| Robert Z'Dar          | Angel of Death                |
| David 'Shark' Fralick | Brad Deville (as David Shark) |
| Jean Reiner           | Anna McMillan                 |
| Chuck Williams        | Tommy Marcetto                |
| David Fawcett         | Mayor Grant McMillan          |
| Gary Kohler           | Sgt. Haggerty                 |
| Dave Scott            | Officer Mel                   |

## Achtergrond
De film werd bespot in de televisieserie Mystery Science Theater 3000. De aflevering waarin de film werd behandeld is noemenswaardig daar zowel Joel Robinson als TV's Frank (twee personages die eerder de show verlieten) er gastrollen in hebben. TV's Frank bleek zelf een zielenverzamelaar te zijn geworden die de ziel van Professor Bobo kwam halen.

## Prijzen en nominaties
In 1992 won Soultaker de Saturn Award voor Best Genre Video Release.